# 雷克斯福德冰川
72°5′S 100°4′W / 72.083°S 100.067°W
雷克斯福德冰川（英語：Rexford Glacier），是南極洲的冰川，位於埃爾斯沃思地的瑟斯頓島北部，最終注入瓦戈納灣，由美國南極名稱諮詢委員會命名，現時由南極條約體系管理。